# 協栄物産
協栄物産株式会社（きょうえいぶっさん、英語名: Kyoei Bussan Co.,Ltd.）は、東京都中央区に本社を置いていた、商品取引員（商品先物取引業）の会社である。2009年12月28日をもって受託業務を停止し、廃業。
なお、ビル総合管理の株式会社協栄（旧：協栄ビルメンテナンス）とは一切無関係。

## 概要
協栄物産は、ボクシング興行主金平正紀（のち、全日本ボクシング協会会長）のスポンサーとなり、金平は自身がオーナーの金平ボクシングジムを命名権売却し協栄ボクシングジムと名付けた。同ジムは多くのプロボクシング世界王者を輩出したボクシングジムの一つとして現存している。